# Karabağ, Kağızman
Karabağ là một xã thuộc huyện Kağızman, tỉnh Kars, Thổ Nhĩ Kỳ. Dân số thời điểm năm 2010 là 653 người.